# Битка код Фарискура
Битка код Фарискура последња је велика битка Седмог крсташког рата. Вођена је 6. априла 1250. године између крсташа предвођеним француским краљем Лујем IX и египатских снага предвођених султаном Тураншахом из династије Ајубида. До битке је дошло након битке код Ел Мансураха. Комплетна крсташка армија уништена је код Фарискура, чиме је окончан Седми крсташки рат.

## Позадина
Уз пуну подршку папе Иноћентија IV за време Првог лионског сабора, француски краљ Луј IX, у пратњи браће Карла Анжујског и Роберта Артоа, покренуо је Седми крсташки рат чија је мета био Египат. Циљеви рата били су покоравање Египта, уништавање династије Ајубида која је владала у Египту и Сирији и поновно заузеће Јерусалима кога су муслимани заузели током Трећег крсташког рата, па након краткотрајног ослобођења, поново 1244. године. Луј је послао писмо султану Ејубу у коме га је обавестио о свом походу. Емир Фахр ед Дин Јусуф, заповедник ајубидског гарнизона у Дамијети, повукао се у логор султана у Асхмум-Танаху, изазивајући велику панику међу становницима Дамијете. Овај град био је прва мета крсташа неколико деценија раније, у Петом крсташком рату. Крсташи су најпре 1249. године заузели овај град. На вест о смрти султана Ејуба, Луј је одлучио да маршира ка самом Каиру, подстакнут делимично и појачањима која је довео његов трећи брат Алфонс од Поатјеа. Франци су успели да прећу канал Ашмума (данашњи ел Бахр ел Сахир) и изненада су напали египатски логор у Гидеили, удаљен две миље од Ел Мансуре. Египатске трупе, изненађене нападом, повукле су се у Ел Мансуру, док су крсташи кренули према граду. Мамелучки команданти Фарис ед Дин Актаји и Бајбарс успели су да реорганизују трупе. Шајах ел Дур, Ејубова супруга која је након мужевљеве смрти преузела власт у име сина Тураншаха (који се налазио на походу у Месопотамији), сложила се са Бајбарсовим планом да брани Ел Бансуру. Бајбарс је наредио да се отворе капије и крсташи пусте у град. Хришћани су мислили да је град напуштен, али су изненада опкољени од стране египатских војника и становништва града. Роберт од Артоа и Гијом де Сонак погинули су у Ел Мансури. Само је пет витезова темплара преживело битку. Крсташи су присиљени да се у нереду повуку у Гидеилу где су се утврдили. Рано јутро муслимани су започели офанзиву (11. фебруар). Крсташи су више недеља присиљени да трпе губитке од непријатељских напада. Многи од њих су заробљени и одведени у Каиро.

## Битка
Тураншах, нови султан, пристигао је у Египат 27. фебруара 1250. године и отишао право у Ел Мансуру да предводи напад на крсташе. Бродови су пренесени преко копна и пуштени у Нил иза бродова крсташа којима су пресекли линију појачања од Дамијете и опколили крсташе краља Луја. Египћани су користили "грчку ватру" и уништили бројне хришћанске бродове. Крсташи су, поред непријатељских напада, морали да трпе и глад и болести. Луј је предложио муслиманима предају Дамијете у замену за Јерусалим и неке градове на сиријској обали. Муслимани, свесни тешког положаја крсташа, одбили су понуду. Ноћу, 5. априла, крсташи су евакуисали свој логор и почели повлачење ка Дамијети. У паници и журби, они су пропустили да униште понтонски мост који су поставили изнад канала. Египћани су преко њега прешли канал и пратили их до Фарискура где су 6. априла потпуно уништили многобројну крсташку војску. На хиљаде крсташа је убијено или заробљено. Краљ Луј и неколико његових племића успели су да преживе, али су заробљени у оближњем селу Монијат Абдалах (данашњ Менијат ел Наср) где су се склонили након пораза. Луј се предао евнуху Ел Салихију који му је обећао да неће бити убијен. Заједно са њим предали су се и Карло Анжујски и Алфонс од Поатјеа. Одведени су у Ел Мансуру где су затворени у кућу Ибрахима Бен Локмана. Лујева капа изложена је у Сирији.

## Последице
Пораз крсташке војске и заробљавање Луја у Фарискуру изазвало је шок у Француској. Кружиле су гласине у Европи да је Луј поразио султана и да је Каиро пао у руке хришћана. Када је вест о поразу крсташа стигла у Француску, изазвао је талас панике познат као "Пастирски крсташки рат". Луј је откупљен за 400.000 динара након што је обећао да се неће вратити у Египат и да ће предати Дамијету Египћанима. Пристигао је у Акру 8. маја 1250. године са својом браћом и 12.000 ратних заробљеника, укључујући и неке из претходних битака које су Египћани пристали да ослободе. Многи заробљеници су погубљени. Лујева краљица, Маргарета од Провансе, патила је од ноћних мора. На вест о заробљавању Луја, она је доживела толики страх да би, сваког пута када би заспала, сањала да је њена соба испуњена Сараценима, те је у сну викала: "Упомоћ, помозите"! Са сином Жаном Тристаном, Маргарета је отишла у Акру. Празник гувернората Дамијете, 8. мај, установљен је по прогону француског краља Луја из Египта 1250. године.

## Након битке
Седми крсташки рат завршен је код Фарискура. Била је то последња велика офанзива коју су крсташи предузели против Египта. Крсаши никада нису успели да поврате Јерусалим, а европски краљеви, изузев Луја, почели су да губе интерес за покретање нових крсташких ратова. Тураншах је убрзо и сам убијен у самом Фарискуру, а Мамелуци су преузели власт над Египтом. Области некадашњег Ајубидског царства, подељени су између Мамелука (Египат), Ајубида (Сирија), Франака (Акра) и хришћанских поседа у Сирији, заједно са Киликијском Јерменијом. Док су Ајубиди и Мамелуци постали супарници, Франци и Јермени су, заједно са Кнежевином Антиохијом, настојали да одрже хришћанске поседе на Леванту. У време битке код Фарискура, Монголи продиру на Балкан и Левант. Јермени прихватају монголску врховну власт 1247. године, а њихов краљ Хетум је 1254. године посетио монголску престоницу. Иноћентије је Монголима пре Седмог крсташког рата слао и свог легата који их је наговарао да помогну борбу за ослобађање Јерусалима. Хулагу кан 1258. године заузима Багдад и ликвидира Абасидски калифат, након чега заузима и Дамаск у Сирији. Бајбарс се супротставио Кутузу 1260. године код Ајн Џалута, где је однео велику победу. Китбуга, командант монголске војске, страдао је у бици. Сирија је тако пала под Мамелучку власт. Кнежевина Антиохија заузета је током владавине Бајбарса. Нови крсташки рат краља Луја из 1270. године завршен је потпуним неуспехом. Његова мета био је Тунис и његов султан Мухамеда ел Мустаншира. Последње крсташко упориште освојио је султан Ел Аршаф Халил 1291. године. Падом Акре завршена је ера крсташких ратова.